# Haechiji-anh-a
Haechiji-anh-a (해치지않아?), noto anche con il titolo internazionale Secret Zoo, è un film del 2020 scritto e diretto da Son Jae-gon.

## Trama
Kang Tae-soo viene nominato direttore dello zoo Dongsan, salvo poi scoprire poco dopo che in realtà non è presente alcun animale, a causa di difficoltà finanziarie. Per attirare i turisti, gli addetti al parco decidono così di creare un vero e proprio "zoo in cosplay".